# 川崎大師駅
川崎大師駅（かわさきだいしえき）は、神奈川県川崎市川崎区大師駅前一丁目にある、京浜急行電鉄大師線の駅である。駅番号はKK23。

## 歴史
- 1899年（明治32年）1月21日：大師電気鉄道の大師駅として開業[1]。
- 1925年（大正14年）11月：川崎大師駅に改称[2]。
- 2014年（平成26年）5月1日：接近メロディを導入[3]。
- 2015年（平成27年）4月30日：接近メロディの使用を終了[3]。
- 2027年（令和9年）3月：地下切り替え工事着手予定[4]。
- 2037年（令和19年）度：地下に切り替える予定[4][注釈 1]。

開業以来、京浜電気鉄道（大師電気鉄道）、東京急行電鉄、京浜急行電鉄と移行されたが、京浜急行電鉄最古の駅であるとともに、現存する関東最古の電車駅でもある。

## 駅構造
相対式ホーム2面2線を有する地上駅。両ホーム間は地下道で連絡している。エレベーターやエスカレーターは設置されていない。
改札口は2007年（平成19年）12月20日より供用を開始した1番線側の「北口」と2番線側の「南口」の2か所がある。初詣などの混雑時には南口横の臨時改札口も使用される。臨時改札口と北口には簡易ICカード改札機も設置済。
バリアフリー対応設備としてスロープおよび構内踏切が設置されていたが、北口改札の供用開始とともに構内踏切が廃止された。これにより、1番線ホームより南口方面（川崎大師など）へ車椅子等で向かう場合には、駅構外にある踏切を経由することとなった。
トイレは2番線ホームにあり、多機能トイレも併設されている。
1997年までは駅西側の味の素川崎工場へ続く狭軌（1067 mm軌間）の専用線が分岐し、下り線側を三線軌条として川崎貨物駅との間の貨物列車が運転されていた。

### のりば
| 番線 | 路線   | 方向 | 行先         |
| ---- | ------ | ---- | ------------ |
| 1    | 大師線 | 下り | 小島新田方面 |
| 2    | 大師線 | 上り | 京急川崎方面 |

### 接近メロディ
作曲家の古賀政男が生前、川崎大師の信者であったことにちなみ、2014年5月1日から2015年4月30日まで、古賀の代表作である美空ひばりの「柔」をアレンジしたものを接近メロディとして使用していた。メロディはスイッチの制作で、編曲は塩塚博が手掛けた。

## 利用状況
2024年（令和6年）度の1日平均乗降人員は17,432人で、京急線全72駅中41位。例年、大晦日深夜から正月にかけては初詣客で混雑する。
近年の1日平均乗降・乗車人員推移は下記の通り。
| 年度               | 1日平均 乗降人員 | 1日平均 乗車人員 |
| ------------------ | ---------------- | ---------------- |
| 1995年（平成07年） |                  | 8,798            |
| 1996年（平成08年） |                  | 8,495            |
| 1997年（平成09年） |                  | 8,347            |
| 1998年（平成10年） |                  | 8,085            |
| 1999年（平成11年） |                  | 8,181            |
| 2000年（平成12年） |                  | 8,024            |
| 2001年（平成13年） |                  | 7,851            |
| 2002年（平成14年） | 15,550           | 8,121            |
| 2003年（平成15年） | 16,135           | 8,140            |
| 2004年（平成16年） | 16,781           | 8,711            |
| 2005年（平成17年） | 16,363           | 8,389            |
| 2006年（平成18年） | 16,849           | 8,448            |
| 2007年（平成19年） | 16,803           | 8,600            |
| 2008年（平成20年） | 17,295           | 8,611            |
| 2009年（平成21年） | 16,879           | 8,555            |
| 2010年（平成22年） | 16,680           | 8,468            |
| 2011年（平成23年） | 16,316           | 8,194            |
| 2012年（平成24年） | 16,465           | 8,231            |
| 2013年（平成25年） | 16,877           | 8,389            |
| 2014年（平成26年） | 17,605           | 8,787            |
| 2015年（平成27年） | 16,898           |                  |
| 2016年（平成28年） | 17,207           |                  |
| 2017年（平成29年） | 17,729           |                  |
| 2018年（平成30年） | 18,050           |                  |
| 2019年（令和元年） | 18,231           |                  |
| 2020年（令和02年） | 13,013           |                  |
| 2021年（令和03年） | 14,347           |                  |
| 2022年（令和04年） | 15,643           |                  |
| 2023年（令和05年） | 16,535           |                  |
| 2024年（令和06年） | 17,432           |                  |

## 駅周辺

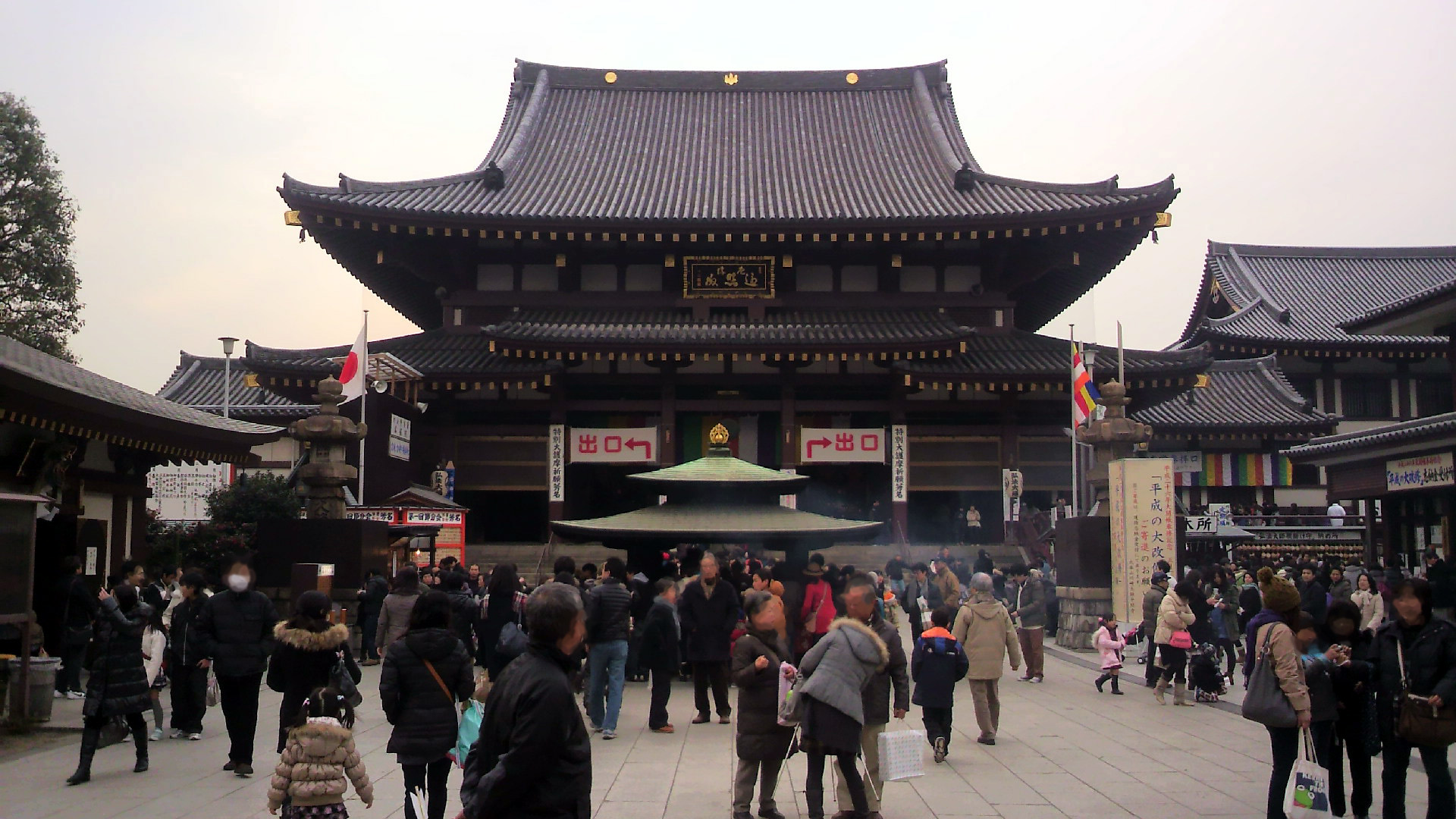
川崎大師（平間寺）

- 平間寺（川崎大師） - 関東三本山の一つ。
- 若宮八幡宮
  - 金山神社
- 大師公園
  - 大師公園プール
  - 瀋秀園
- 川崎区役所大師支所
- プラザ大師
  - 川崎市立川崎図書館大師分館
  - 川崎市教育文化会館大師分館
- 川崎市立川中島小学校
- 川崎市消防局臨港消防署藤崎出張所
- 川崎大師郵便局
- 川崎藤崎郵便局
- 誠医会宮川病院
- 味の素川崎工場
- 国道409号

### バス路線
駅前の大師バス停から川崎鶴見臨港バスの路線バスが発着する。大師線の南側を川崎駅方面へ向かう川23系統のほか、平日には国道409号を並行して走る川01系統（1往復のみ）や快速浮島橋行きも運行される。また、正月などは川崎駅前 - 大師間直行の臨時便も運行される。
1958年5月13日から1999年7月16日まで、京浜急行バスが羽田空港行き路線バスを運行していた。

## 隣の駅
京浜急行電鉄
 大師線
鈴木町駅 (KK22) - 川崎大師駅 (KK23) - 東門前駅 (KK24)